# بارني فرانك
بارنيت فرانك (بالإنجليزية: Barnett Frank) (ولد في 31 مارس 1940)، سياسي أمريكي سابق. عمل كعضو في مجلس النواب الأمريكي عن ولاية ماساتشوستس من 1981 إلى 2013. كونه ديمقراطيًا، شغل فرانك منصب رئيس لجنة الخدمات المالية بمجلس النواب (2007-2011) وكان أحد الرعاة الرئيسيين لقانون دود-فرانك لعام 2010، وهو إصلاح شامل للصناعة المالية الأمريكية. ويُعتبر فرانك، من سكان نيوتن، ماساتشوستس، من أبرز السياسيين المثليين في الولايات المتحدة.
وُلد فرانك وترعرع في بايون، نيو جيرسي، وتخرج من مدرسة بايون الثانوية وكلية هارفارد وكلية الحقوق بجامعة هارفارد. كما عمل مساعدً سياسيًا قبل فوزه في انتخابات مجلس النواب في ماساتشوستس عام 1972. وانتُخب في مجلس النواب الأمريكي عام 1980 بنسبة 52% من الأصوات. ثم أُعيد انتخابه كل فترة بعد ذلك بهامش واسع. ظهر علنًا في عام 1987 كمثلي الجنس، وأصبح أول عضو في الكونغرس يقوم بذلك طواعية. وكان فرانك من عام 2003 حتى تقاعده، الديمقراطي البارز في لجنة الخدمات المالية في مجلس النواب، وشغل منصب رئيس اللجنة عندما حصل حزبه على أغلبية مجلس النواب من 2007 إلى 2011. تزوج من شريكه القديم، جيمس ريدي، في يوليو 2012، ليصبح أول عضو في الكونغرس يتزوج من شخص من نفس الجنس أثناء توليه منصبه. لم يسعى فرانك لإعادة انتخابه في عام 2012، وتقاعد من الكونغرس في نهاية فترة عمله في يناير 2013. نُشرت سيرة فرانك الشخصية في عام 2015.

## النشأة وتعليمه وعمله
وُلد فرانك في بايون بولاية نيو جيرسي، وهو واحد من أربعة أطفال لإلسي (إسمها قبل الزواج: غولوش) وصموئيل فرانك. كانت عائلته يهودية، وقد هاجر أجداده من بولندا وروسيا. أدار والد فرانك محطة شاحنة في جيرسي سيتي - وهو مكان وصفه فرانك بأنه «فاسد تمامًا» - وعندما كان فرانك يبلغ من العمر 6 أو 7 سنوات، قضى والده عامًا في السجن لرفضه الإدلاء بشهادته أمام هيئة محلفين كبرى ضد عم فرانك. تلقى فرانك تعليمه في كلية هارفارد، حيث أقام في ماثيوز هول في عامه الأول ثم في كيركلاند هاوس ووينثروب هاوس. تخرج في عام 1962. وكان أحد رفاقه في السكن هاستينغز وايمان من أيكن بولاية كارولينا الجنوبية، وهو مستشار سياسي بدأ في عام 1978 في نشر التقرير السياسي الجنوبي. عندما دعا وايمان فرانك لزيارة أيكن في أوائل الستينيات من القرن الماضي، أشار  فرانك إلى نقطة شرب المياه للنافورة المتوفرة «للملونين فقط» والتي أُلغيت منذ ذلك الحين وأصبحت متاحة للأمريكيين الأفارقة.
توقفت دراسات فرانك الجامعية بسبب وفاة والده، واستغرق فرانك عامًا للمساعدة في حل شؤون الأسرة قبل تخرجه. وكان متطوعًا في عام 1964 في ميسيسيبي في مشروع صيف الحرية. درّس الطلاب الجامعيين في جامعة هارفارد أثناء الدراسة للحصول على درجة الدكتوراه في الخدمات الحكومية، لكنه غادر في عام 1968 قبل أن يكمل دراسته، ليصبح مساعد رئيس بلدية بوسطن كيفن وايت، وهو المنصب الذي شغله لمدة ثلاث سنوات. ثم عمل لمدة عام كمساعد إداري لعضو الكونغرس مايكل ج.هارينغتون. تخرج فرانك في عام 1977 من كلية الحقوق بجامعة هارفارد، حيث كان في السابق طالبًا لهنري كيسنجر، أثناء عمله كممثل لولاية ماساتشوستس.